# ویلهلم اشتوکارت
ویلهلم اشتوکارت (به آلمانی: Wilhelm Stuckart) (زاده ۱۶ نوامبر ۱۹۰۲ – مرگ ۱۵ نوامبر ۱۹۵۳ ) یک حقوقدان آلمانی و از ۶ می ۱۹۴۵ تا ۲۳ می ۱۹۴۵ وزیر کشور آلمان نازی بود.